# Osteopathia striata - kraniale Sklerose
Die Osteopathia striata – kraniale Sklerose ist eine sehr seltene angeborene Form einer Skeletterkrankung mit Verhärtung des Knochengewebes (Osteosklerose). Hauptmerkmale sind longitudinale Streifung der Metaphysen der langen Knochen (Osteopathia striata), Sklerose der Schädel- und Gesichtsknochen, Makrozephalie, Gaumenspalte und Schwerhörigkeit.
Synonyme sind: Morbus Fairbank; Fairbank-Syndrom; Voorhoeve-Syndrom; englisch Osteopathia striata cranial sclerosis; OSCS; Horan-Beighton Syndrome
Die Erstbeschreibung stammt aus dem Jahre 1924 durch den niederländischen Radiologen Nicolaas Voorhoeve (1879–1927).
Die Namensbezeichnungen beziehen sich auch auf eine Beschreibung aus dem Jahre 1950 durch den britischen Radiologen Thomas Fairbank sowie aus dem Jahre 1978 durch die britischen Humangenetiker F. T. Horan und P. H. Beighton.

## Verbreitung
Die Häufigkeit wird mit unter 1 zu 1.000.000 angegeben, bislang wurde über weniger als 100 Betroffene berichtet. Die Vererbung erfolgt X-chromosomal dominant.

## Ursache
Der Erkrankung liegen Mutationen im AMER1/WTX-Gen auf dem X-Chromosom Genort q11.2 zugrunde, einem Repressor der WNT-Signalkette (Beta-Catenin-Weg für die Kontrolle von Zielgenen im Zellkern).
Mutationen in diesem Gen sind auch beim Wilmstumor beteiligt.

## Klinische Erscheinungen
Klinische Kriterien sind:
- Manifestation bereits beim Neugeborenen oder Kleinkind
- Makrozephalie, vorgewölbte Stirn
- sehr unterschiedliches Ausmaß der Veränderungen, auch innerhalb einer Familie
- häufig Herzfehler
- Entwicklungsverzögerung
- gelegentlich Schwerhörigkeit, Fazialislähmung, mäßiggradige Geistige Behinderung

schwerste Formen mit Mikrogenie und Gaumenspalte (Pierre-Robin-Sequenz) und weiteren Fehlbildungen

## Diagnose
Die Diagnose ergibt sich aus der Kombination klinischer und radiologischer Befunde und kann durch humangenetische Untersuchung gesichert werden.
Das Röntgenbild zeigt eine Osteopathia striata der aufgeweiteten metaphysen langer Röhrenknochen, Sklerose der Schädelbasis und der Rippen, in schweren Fällen auch des Gesichts- und Hirnschädels.

## Differentialdiagnose
Abzugrenzen ist eine große Zahl von Veränderungen mit primärer oder sekundärer Knochensklerose. Bei ungeklärter Makrozephalie sollte immer auch an das hier beschriebene Syndrom gedacht werden.

## Therapie
Eine Behandlung ist nur symptombezogen und multidisziplinär möglich.